# Siegelbach (Kaiserslautern)
Siegelbach ist ein nordwestlicher Stadtteil der kreisfreien Großstadt Kaiserslautern in Rheinland-Pfalz. Bis 1969 war er eine selbständige Gemeinde.

## Geographie

### Geographische Lage
Der Ortsteil Siegelbach liegt etwa 7 km vom Zentrum von Kaiserslautern entfernt und ist umgeben vom Landstuhler Bruch im Westen, vom Pfälzerwald im Südosten sowie vom Nordpfälzer Bergland im Norden. Benachbarte Orte sind im Westen die Gemeinde Rodenbach, im Osten der Stadtteil Erfenbach und im Südosten die Kaiserslauterer Kernstadt.

### Erhebungen und Gewässer
Nördlich des Ortes erstreckt sich der 281,5 Meter hohe Rotenberg. Westlich des Ortes entspringt der Frauenwiesbach, der anschließend in die östliche Richtung mitten durch das Siedlungsgebiet fließt.

### Klima
Siegelbach liegt innerhalb der gemäßigten Klimazone mit Niederschlägen zu allen Jahreszeiten. Im Vergleich zu anderen Regionen Deutschlands hat Siegelbach ein
recht warmes und sehr sonniges Klima. Durch die Lage im Lee von Hunsrück und Eifel werden Niederschläge bei Nordwestwetterlagen meist abgehalten.
| Monat                       | Jan   | Feb   | Mär   | Apr   | Mai   | Jun   | Jul   | Aug   | Sep   | Okt   | Nov   | Dez   |
| Maximal (Durchschnittswert) | 04 °C | 05 °C | 10 °C | 13 °C | 19 °C | 22 °C | 25 °C | 25 °C | 20 °C | 15 °C | 09 °C | 05 °C |
| Minimal (Durchschnittswert) | −1 °C | −2 °C | 02 °C | 03 °C | 08 °C | 12 °C | 14 °C | 13 °C | 09 °C | 06 °C | 03 °C | 01 °C |

## Geschichte
Im Jahre 1233 wird Siegelbach erstmals urkundlich erwähnt. Das Dorf war damals im Besitz der Herren von Hoheneck auf Burg Hohenecken. Einer von diesen hieß Siegfried: Auf ihn geht der Name des Dorfs zurück, da sein mittelhochdeutscher Kosename Sigelîn (Siggilein) war und so Sigelînbach entstand. Synkopisch taucht das Dorf im 14. Jahrhundert in den Urkunden als Siglnbach auf. Später gehörte der Ort bis Ende des 18. Jahrhunderts zur Kurpfalz.
Von 1798 bis 1814, als die Pfalz Teil der Französischen Republik (bis 1804) und anschließend Teil des Napoleonischen Kaiserreichs war, war Siegelbach in den Kanton Kaiserslautern eingegliedert und unterstand der Mairie Weilerbach. 1815 hatte die Gemeinde insgesamt 293 Einwohner. Im selben Jahr wurde die Gemeinde Österreich zugeschlagen. Bereits ein Jahr später wechselte der Ort wie die gesamte Pfalz in das Königreich Bayern. Von 1818 bis 1862 gehörte er dem Landkommissariat Kaiserslautern an; aus diesem ging das Bezirksamt Kaiserslautern  hervor.
Ab 1939 war Siegelbach Bestandteil des Landkreises Kaiserslautern. Nach dem Zweiten Weltkrieg wurde der Ort innerhalb der französischen Besatzungszone Teil des damals neu gebildeten Landes Rheinland-Pfalz. Im Zuge der ersten rheinland-pfälzischen Verwaltungsreform wurde die Gemeinde am 7. Juni 1969 in die kreisfreie Stadt Kaiserslautern eingegliedert, womit sie den gleichnamigen Landkreis verließ.
 Ende 2004 hatte Siegelbach insgesamt 2.706 Einwohner.

## Politik

### Ortsbeirat
Für den Ortsteil Siegelbach wurde ein Ortsbezirk gebildet. Dem Ortsbeirat gehören 15 Beiratsmitglieder an, den Vorsitz im Ortsbeirat führt der direkt gewählte Ortsvorsteher.
Für weitere Informationen zum Ortsbeirat siehe die Ergebnisse der Kommunalwahlen in Kaiserslautern.

### Ortsvorsteher
Ortsvorsteher Robert Gorris (SPD) bekleidet dieses Amt seit dem 13. September 2024. Bei der Kommunalwahl am 9. Juni 2024 hatte er sich mit einem Stimmenanteil von 51,6 % gegen den bisherigen Amtsinhaber Gerd Hach (parteilos, bis Ende 2023 SPD) durchgesetzt.

### Ehemalige Bürgermeister (bis 1969) und Ortsvorsteher (ab 1969)
Der erste Bürgermeister der Gemeinde war Andreas Hach IV, der von 1903 bis 1919 im Amt war. 1969 wurde vom Bürgermeister auf Ortsvorsteher gewechselt, Bernhard Schwehm war Bürgermeister von 1956 bis 1969.
| Amtszeit  | 0Ortsvorsteher       |
| --------- | -------------------- |
| 1969–1989 | 0Bernhard Schwehm    |
| 1989–2004 | 0Manfred Henrich     |
| 2004–2013 | 0Hans-Peter Schuster |
| 2013–2024 | 0Gerd Hach           |

### Wappen
| Wappen von Siegelbach | Blasonierung: „In Rot ein silberner Wellenpfahl, beidseits begleitet von je drei versetzt übereinandergestellten hochformatigen goldenen Ecksteinen.“ |
| Wappen von Siegelbach | Das Ortswappen ist nahezu identisch mit dem Familienwappen der Herren von Hoheneck.                                                                   |

## Kultur

### Kulturdenkmäler

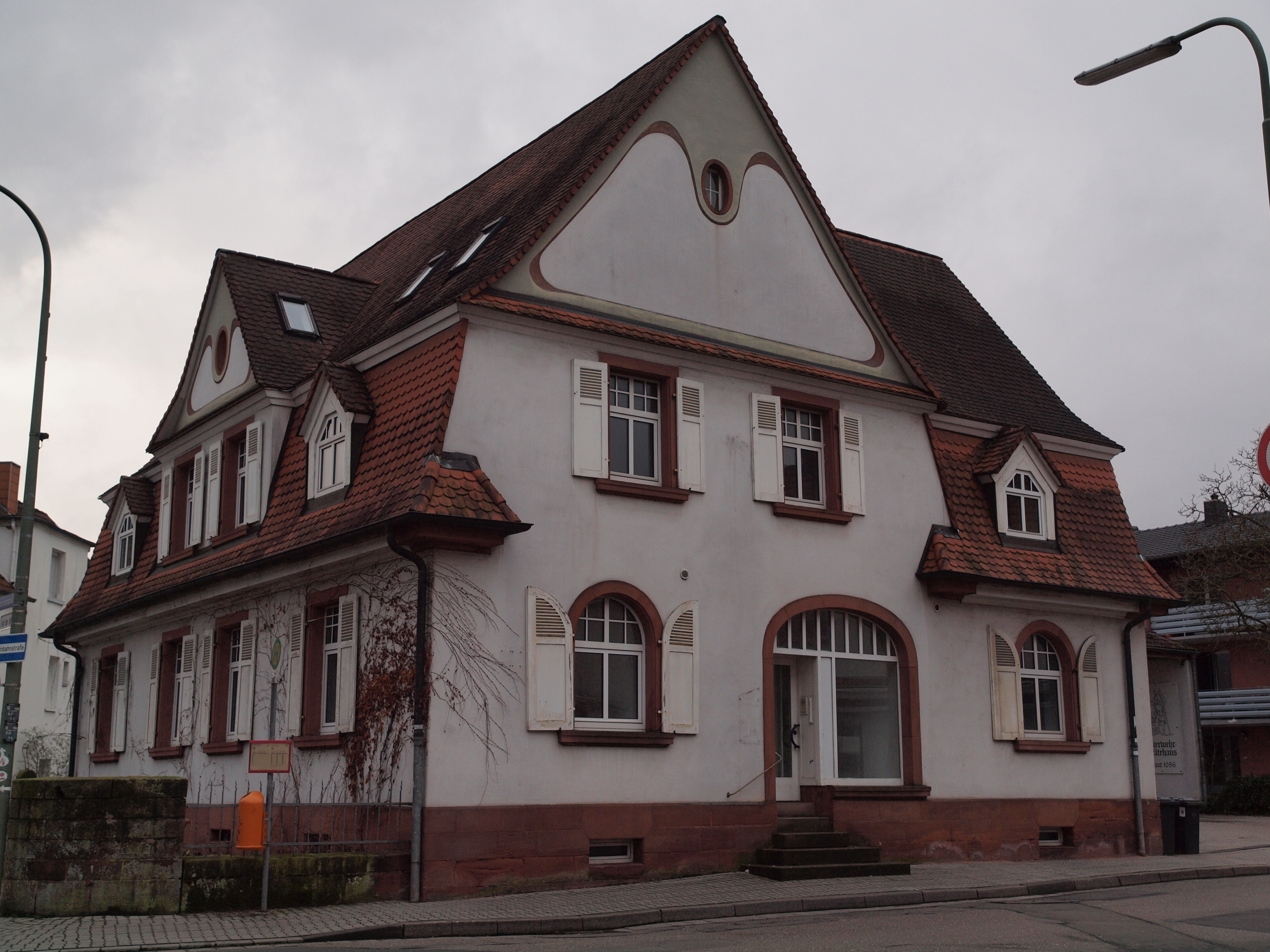
Denkmalgeschütztes Wohnhaus in der Ortsmitte

Vor Ort existieren insgesamt vier Objekte, die unter Denkmalschutz stehen, darunter die im Jugendstil erbaute protestantische Kirche aus dem Jahre 1907; Architekt der Kirche war Ludwig Levy.

### Natur
Mit dem Birnbaum Am Eipel am nördlichen Siedlungsrand existiert vor Ort außerdem ein Naturdenkmal.

### Sport
Die Frauenfußballmannschaft des SC Siegelbach spielt in der Regionalliga Südwest und hat mehrfach am DFB-Pokal teilgenommen.

## Wirtschaft und Infrastruktur

### Wirtschaft
In Siegelbach liegt das das Business- and Innovation Center, abgekürzt BIC. Es handelt sich um ein Gewerbegebiet, in dem hauptsächlich IT-Firmen angesiedelt sind. Im Ort befinden sich eine Bäckerei mit einem kleinen Lebensmittelgeschäft und eine Sparkassenfiliale.

### Bildung
Siegelbach besitzt einen protestantischen Kindergarten und eine christliche Privatschule, die Paul-Gerhardt-Schule Kaiserslautern. Diese ist eine staatlich anerkannte Grund- und Realschule Plus. Weiterhin verfügt der Stadtteil über eine Zweigstelle der Stadtbibliothek Kaiserslautern.

### Verkehr
Von 1912 bis 1972 war Siegelbach über die sogenannte Bachbahn, die vom Bahnhof Lampertsmühle-Otterbach bis nach Weilerbach und ab 1920 bis nach Reichenbach führte, an das Schienennetz angebunden. Siegelbach ist über eine Anschlussstelle zur südlich des Ortes verlaufenden Bundesautobahn 6 (Ausfahrt Kaiserslautern-West), zwei Ausfahrten an der unmittelbar östlich liegenden Bundesstraße 270 und von der Nachbargemeinde Rodenbach aus erreichbar.
Mit dem Bus kann der Ort über folgende Linien erreicht werden: 101, 139, 140 und 141. Die Linie 101 wird von den Stadtwerken Kaiserslautern (SWK) bedient. Die Linien 139, 140 und 141 übernimmt die Saar-Pfalz-Bus GmbH.

### Weitere Einrichtungen
Die gesundheitliche Versorgung wird mit einer Gemeinschaftspraxis für Allgemeinmedizin, einem Zahnarzt und zwei Krankengymnasten unterstützt. Im Stadtteil befindet sich außerdem der Zoo Kaiserslautern, der bis 2003 Tierpark Siegelbach hieß. Seit dem Jahr 2019 verfügt Siegelbach auch über eine Einrichtung, in der Senioren gepflegt werden oder auch wohnen können.

### Tourismus
Durch Siegelbach verläuft der Barbarossa-Radweg.

## Persönlichkeiten

### Söhne und Töchter des Ortes
- Bernhard Fuchs (1922–2016), Fußballspieler
- Otto Render (1926–1969), Fußballspieler und -trainer

### Personen, die vor Ort gewirkt haben
- Gerold Scheuermann (1929–2014), Heimatforscher, lebte vor Ort
- Hans Joachim Oeffler (1930–2005), evangelischer Pfarrer und Autor, betreute bis zu seiner Emeritierung die Kirchengemeinde Siegelbach